# Attagis
Attagis is een geslacht van vogels uit de familie kwartelsnippen (Thinocoridae). Het geslacht telt twee soorten.

## Soorten
- Attagis gayi – Andeskwartelsnip
- Attagis malouinus  – Witbuikkwartelsnip